# Calling Lake
Calling Lake är en sjö i Kanada.   Den ligger i provinsen Alberta, i den centrala delen av landet, 2 800 km väster om huvudstaden Ottawa. Calling Lake ligger 589 meter över havet. Arean är 140 kvadratkilometer. Den sträcker sig 13,9 kilometer i nord-sydlig riktning, och 15,2 kilometer i öst-västlig riktning.
I omgivningarna runt Calling Lake växer i huvudsak blandskog. Trakten runt Calling Lake är nära nog obefolkad, med mindre än två invånare per kvadratkilometer.